# Blood Crime - L'aggressione
Blood Crime - L'aggressione (Blood Crime) è un film per la televisione del 2002 diretto da William A. Graham e interpretato da James Caan e Johnathon Schaech.

## Trama
Il detective Daniel Pruitt stanco della vita cittadina si trasferisce con la moglie Jessica in un paesino di provincia. Ma quello che doveva essere l'inizio di una nuova vita tranquilla si trasforma in un incubo senza fine.